# Elimination Chamber (2013)
Cet article concerne l'édition 2013 du pay-per-view Elimination Chamber. Pour toutes les autres éditions, voir Elimination Chamber.
L'édition 2013 d'Elimination Chamber est une manifestation de catch professionnel télédiffusée et visible uniquement en paiement à la séance. L'événement, produit par la WWE, s'est déroulé le 17 février 2013 au New Orleans Arena, à La Nouvelle-Orléans en Louisiane, aux États-Unis. Il s'agit de la quatrième édition du Elimination Chamber, pay-per-view annuel qui, comme son nom l'indique, propose un Elimination Chamber match en tête d'affiche. Le show était le deuxième pay-per-view de la WWE en 2013,,.

## Contexte
Les spectacles de la WWE en paiement à la séance sont constitués de matchs aux résultats prédéterminés par les scénaristes de la WWE. Ces rencontres sont justifiées par des storylines — une rivalité avec un catcheur, la plupart du temps — ou par des qualifications survenues dans les émissions de la WWE telles que Raw, SmackDown, Superstars et Main Event. Tous les catcheurs possèdent un gimmick, c'est-à-dire qu'ils incarnent un personnage gentil ou méchant, qui évolue au fil des rencontres. Un pay-per-view comme Elimination Chamber est donc un événement tournant pour les différentes storylines en cours.

### Rivalité entre The Rock et CM Punk pour le WWE Championship
Lors du Royal Rumble, CM Punk réussit à battre The Rock à la suite d'une intervention de The Shield lors d'une extinction des lumières de la salle. Après la victoire de Punk, Mr. McMahon vient pour annoncer à Punk que comme prévu, le titre doit lui être retiré. Mais avant que Mr. McMahon ne finisse sa phrase, The Rock lui demande de le laisser finir le match. Mr. McMahon accepte et fait recommencer le match. Après quoi The Rock bat CM Punk pour devenir le nouveau champion de la WWE et mettre fin au règne de Punk de 434 jours. La nuit suivante à RAW, Punk, furieux de s'être fait flouer, invoque sa clause de match revanche pour le championnat lors du PPV Elimination Chamber. Dans l'épisode de Raw le 11 février 2013. Paul Heyman parvient à convaincre Vince McMahon de modifier la conclusion du match : si The Rock est disqualifié ou compté, il perdra le titre.

### Rivalité entre Alberto Del Rio contre Big Show pour le World Heavyweight Championship
Le 11 janvier 2013 lors de SmackDown, Alberto Del Rio bat Big Show dans un Last Man Standing match pour le World Heavyweight Championship, ce qui entraîne Big Show à invoquer sa clause de rematch trois jours plus tard à Raw. Une semaine plus tard d'un nouveau Last Man Standing match, mais cette fois-ci au Royal Rumble, Del Rio bat à nouveau Show et conserve donc son titre. La nuit suivante lors de l'épisode de raw le 28 janvier 2013, Show agresse Del Rio avant de le menotter à la corde. Avec Del Rio impuissant, Show met KO Ricardo Rodriguez et Del Rio aussi. Le vendredi suivant le 4 février 2013 lors de l'épisode de Raw, Big Show demande à Booker T d'envoyer un nouveau contrat de rematch pour le World Heavyweight Championship à Del Rio. Alberto Del Rio a non seulement accepté le contrat mais est allé agressé Show à l'hôtel avec un extincteur.

### Elimination Chamber Match pour devenir aspirant n°1 au World Heavyweight Championship
Le 1er février 2013 lors de WWE SmackDown, Booker T annonce qu'il y aura un Elimination Chamber match. Le gagnant deviendra le challenger no 1 au titre de World Heavyweight Championship à WrestleMania 29. De plus les participants éventuels sont tous les anciens champions du monde poids-lourds donc Sheamus, Randy Orton, Kane, Daniel Bryan, The Great Khali, Rey Mysterio et le retour de Jack Swagger.
Dans l'épisode de Raw le 4 février 2013, sont confirmés Daniel Bryan, Rey Mysterio et Randy Orton en tant que participants à l'Elimination Chamber match, le même soir un ancien champion du monde poids-lourds fait son retour et c'est Mark Henry qui obtient la participation au pay-per-view en battant Randy Orton le 8 février 2013 à SmackDown. Le soir même Rey Mysterio se blesse et ne pourra pas donc participer au match. Le 11 février 2013 lors de Raw, Chris Jericho bat Daniel Bryan, devenant ainsi le quatrième participant au match. Le même soir, Booker T a confirmé la participation de Jack Swagger dans le match. Et pour finir, le dernier participant à l'Elimination Chamber match est Kane en battant Dolph Ziggler dans la soirée.

### Rivalité entre The Shield et Ryback, Sheamus & John Cena
Depuis Survivor Series, le clan The Shield attaque par surprise plusieurs superstars, notamment John Cena, Ryback, puis The Rock lors de son match contre CM Punk lors de Royal Rumble. Cena, Ryback et Sheamus s'allient à plusieurs reprises pour les contrer, mais en vain. Finalement dans une vidéo exclusive sur WWE.com, John Cena défie The Shield dans un Six-man Tag Team match qui se tiendra au pay-per-view. Ses partenaires seront Sheamus er Ryback. Seth Rollins accepte le défi de son côté avec un tweet directement au chef de la Cenation.

### Rivalité entre Kaitlyn et Tamina Snuka pour le Divas Championship
Le 11 février, Vickie Guerrero annonce par le biais de WWE.com que Kaitlyn défendra son titre de Championne des Divas contre Tamina Snuka lors d'Elimination Chamber.

## Tableau des matches
| #                                                                | Match                                                                                           | Stipulation | Temps |
| ---------------------------------------------------------------- | ----------------------------------------------------------------------------------------------- | --- | ----- |
| Pre-Show                                                         | The Tons of Funk (Brodus Clay & Tensai) bat Team Rhodes Scholars (Cody Rhodes et Damien Sandow) | Tag Team Match. | 4:07  |
| 1                                                                | Alberto Del Rio (c) bat Big Show par soumission                                                 | Match simple pour le World Heavyweight Championship. Le vainqueur affrontera le gagnant de l'Elimination Chamber match pour le titre à WrestleMania 29.                                                    | 13:05 |
| 2                                                                | Antonio Cesaro (c) bat The Miz par disqualification                                             | Match simple pour le United States Championship. | 8:21  |
| 3                                                                | Jack Swagger bat Kane, Daniel Bryan, Mark Henry, Chris Jericho, Randy Orton                     | Elimination Chamber match. Le gagnant deviendra le challenger no 1 au titre de World Heavyweight Championship à WrestleMania 29.                                                                           | 31:18 |
| 4                                                                | The Shield (Seth Rollins, Dean Ambrose et Roman Reigns) bat John Cena, Sheamus et Ryback        | Six-Man Tag Team Match. | 14:49 |
| 5                                                                | Dolph Ziggler (avec AJ Lee et Big E Langston) bat Kofi Kingston                                 | Match simple. | 3:55  |
| 6                                                                | Kaitlyn (c) bat Tamina Snuka                                                                    | Match simple pour le Divas Championship. | 3:15  |
| 7                                                                | The Rock (c) bat CM Punk (avec Paul Heyman)                                                     | Match simple pour le WWE Championship. Si The Rock perd par disqualification ou décompte à l'extérieur, il perdra le titre de champion. Le vainqueur affrontera John Cena pour le titre à WrestleMania 29. | 20:55 |
| (c) désigne le(s) champion(s) défendant son titre dans le match. |                                                                                                 | |       |

### Ordre des éliminations de l'Elimination Chamber Match
| Élimination # | Catcheur      | Entrée | Éliminé par  | Manière                                                                     | Temps |
| ------------- | ------------- | ------ | ------------ | --------------------------------------------------------------------------- | ----- |
| 1             | Daniel Bryan  | 1      | Mark Henry   | World's Strongest Slam                                                      | 16:35 |
| 2             | Kane          | 4      | Mark Henry   | World's Strongest Slam                                                      | 18:21 |
| 3             | Mark Henry    | 6      | Randy Orton  | Big Boot de Jack Swagger, Codebreaker de Chris Jericho & RKO de Randy Orton | 23:20 |
| 4             | Chris Jericho | 2      | Randy Orton  | RKO                                                                         | 31:11 |
| 5             | Randy Orton   | 5      | Jack Swagger | Roll-Up                                                                     | 31:18 |
| Vainqueur     | Jack Swagger  | 3      |              | Vainqueur                                                                   | 31:18 |